# Bahnhof Daiyūzan
Der Bahnhof Daiyūzan (jap. 大雄山駅, Daiyūzan-eki) ist ein Bahnhof auf der japanischen Insel Honshū, betrieben von der Bahngesellschaft Izuhakone Tetsudō. Er befindet sich in der Präfektur Kanagawa auf dem Gebiet der Stadt Minamiashigara.

## Beschreibung

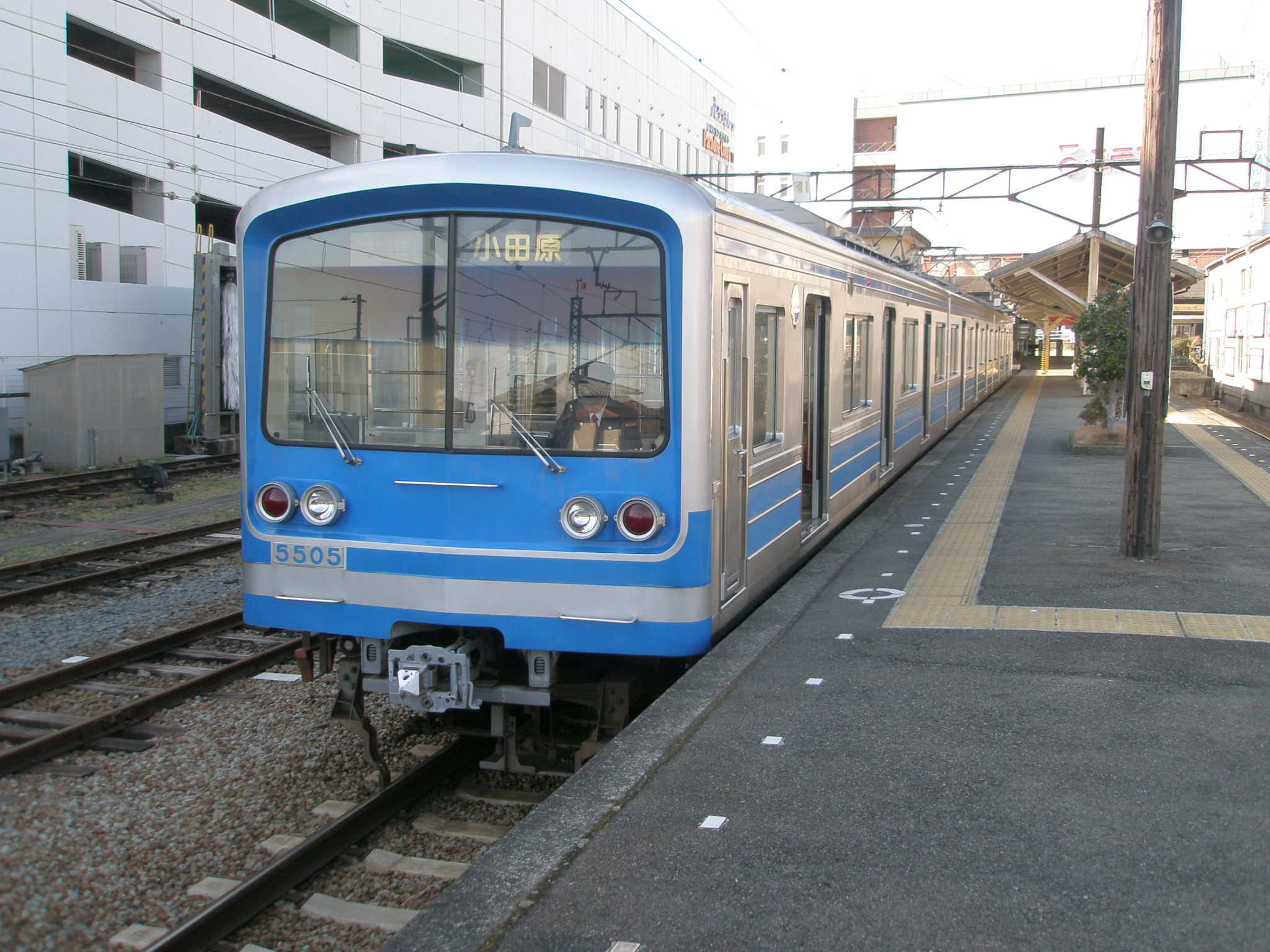
Triebzug der Baureihe 5000

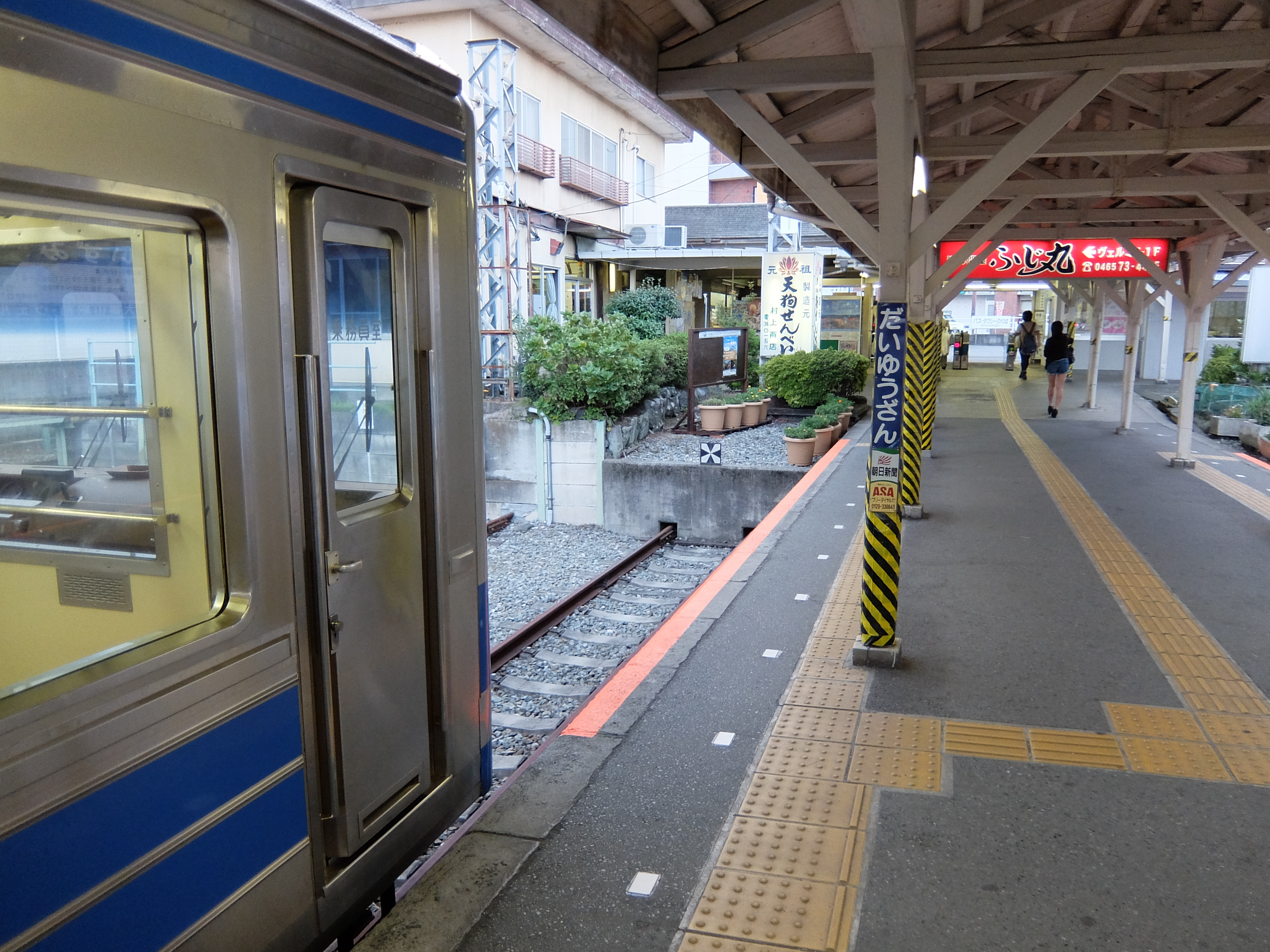
Blick auf das Bahnhofsgebäude von der Bahnsteigseite (September 2014)

Daiyūzan ist ein Kopfbahnhof am nördlichen Ende der 9,6 km langen, von der Bahngesellschaft Izuhakone Tetsudō betriebenen Daiyūzan-Linie. Er steht im zentralen Stadtteil Sekimoto und ist nach dem Daiyūzan-Saijōji benannt, einem knapp drei Kilometer entfernten buddhistischen Tempel der Sōtō-shū-Richtung. Der von Osten nach Westen ausgerichtete Bahnhof besitzt zwei Gleise für den Personenverkehr. Diese liegen an einem teilweise überdachten Mittelbahnsteig, der an seinem westlichen Ende mit dem Empfangsgebäude verbunden ist. Vor dem Eingang steht eine Kintarō-Statue. An der Südseite der Anlage liegen drei Abstellgleise, an der Nordseite steht ein Depot. Der nördliche Bahnhofsvorplatz ist Ausgangspunkt von einem Dutzend Buslinien der Gesellschaften Izuhakone Bus, Fujikyū City Bus und Hakone Tozan Bus.
Die Züge nach Odawara verkehren jeden Tag von 6 Uhr bis kurz vor Mitternacht in einem festen Takt alle zwölf Minuten, wobei der Takt am frühen Morgen und am späten Abend größer ist. In der Nacht vom 31. Dezember auf den 1. Januar verkehren die Züge alle 36 Minuten, um den Besuch des Hatsumōde-Festes im Daiyūzan-Saijōji zu ermöglichen.
Im Jahr 2016 nutzten täglich durchschnittlich 2540 Fahrgäste den Bahnhof.

## Geschichte
Die Bahngesellschaft Daiyūzan Tetsudō (大雄山鉄道) eröffnete den Bahnhof am 15. Oktober 1925. Von Daiyūzan aus waren Anschlussstrecken zum Tempel und nach Yamakita an der Gotemba-Linie geplant, wurden aber nie verwirklicht. Nach der Übernahme der Daiyūzan Tetsudō am 23. August 1941 gelangte der Bahnhof in den Besitz der Sunzu Tetsudō (駿豆鉄道), die sich seit 1957 als Izuhakone Tetsudō bezeichnet.